# 길버트 뉴턴 루이스
길버트 뉴턴 루이스(Gilbert Newton Lewis, 1875년 10월 23일 ~ 1946년 3월 23일)는 미국의 물리화학자이다. 루이스에 의해 확립된 전자쌍 이론은 공유 결합의 이해와 산과 염기에 대한 정의의 확장에 큰 영향을 끼쳤다.

## 생애
미국 매사추세츠주의 웨이머스에서 출생하였다. 1899년 하버드 대학교에서 박사학위를 취득하였고, 이후 라이프치히와 괴팅겐에서 수학하였다. 그 후 하버드 대학교의 강사로 있다가 1905년 케임브리지에 위치한 매사추세츠 공과대학교에서 열역학에 대한 연구를 시작하였다. 1907년 매사추세츠 공과대학교의 조교수, 1911년 정교수가 되었으며 1912년 그는 캘리포니아 대학교 버클리의 물리화학 교수이자 화학 대학의 학장을 맡게 되었다.
그는 1908년 활동도에 대한 개념을 도입하여 열역학의 기초를 마련하였다. 1916년경부터 옥텟 규칙, 전자쌍 결합 이론, 루이스 산, 루이스 구조식 등의 개념들을 화학 결합에 도입하기 시작하였고 그 후 카복시산의 해리도에 대한 치환기의 영향에 대해서 설명을 시도하였다. 1933년 그는 중수소를 분리하여 순수한 중수를 만들어 냈다. 말년에 그는 색소에 대한 광화학적 연구를 시작하였고, 인광이 발생하는 이유가 삼중항 상태에 있다는 것을 밝혀내기도 하였다. 1946년 캘리포니아주의 버클리에서 사망하였다.

## 주요저서
- Thermodynamics and the free enertgy of Chemical Substances (1923년, 멀 랜달과 공저)
- Valence and Structure of Atoms and Molecules (1923년)
- Anatomy of Science (1926년)

## 참고 문헌
- Encyclopaedia Britannica, inc., The New Encyclopaedia britannica, 15th edition, Chicago: Encyclopaedia britannica, 2007.
- 化學大辭典編集委員會 편, 성용길, 김창홍 역, 《화학대사전》, 서울: 世和, 2001.